# Rifka Levi
Rifka Levi, född 1907, död 1968, var en bosnisk ballerina. 
Hon var ballerina på Nationalteatern i Belgrad 1923-1934. Hon var en pionjär som den första bosniska ballerina, och den första judiska ballerinan på Nationalteatern. 